# محلول منظم الدم
محلول منظم الدم هو نظام معقد في الدم ينظم قيمة الأس الهيدروجيني في الدم بحيث يبقى في حدود سليمة لكي تقوم الخلايا والأعضاء بوظائفها الحيوية على أحسن وجه. ويشكل هذا النظام جزءًا لمحتوى الجسم من الأحماض والقواعد. والقيمة العادية للأس الهيدروجيني في الجسم هي 7,4 (7,35–7,45). فإذا كانت قيمة الأس الهيدروجيني أقل من تلك الحدود فيقال أن الجسم حماض أو حماض تنفسي، وإذا كانت أعلى منها فيكون الجسم في حالة قلاء أو قلاء تنفسي.
ثبات الأس الهيدروجيني (باهاء  ،أي pH) في الدم ضروري لحياة الكائن الحي ، وعمل أجهزته الجسمية على نحو سليم. يسمى «الأس الهيدروجيني» بهذا الاسم لأنه يعطي تركيز أيونات الهيدروجين في الدم، وبالتالي يحدد مدى حمضية أو قاعدية الدم والسوائل في الخلايا الحية.

## أنظمة منظمة في الدم
يتكون محلول منظم الدم من أربعة أنظمة منظمة تعمل معا. تلك المحاليل الأربعة مرتبة بحسب قوة فاعليتها من الأقوى إلى الأضعف، وهي:
- نظام حمض الكربونيك/بيكربونات (تقريبا 73 %) لقدرة التنظيم الكلية للدم، وهو يتحفز بإنزيم كربوأنهيدراتاز Carboanhydratase:

{\displaystyle \mathrm {CO_{2}+2\ H_{2}O\ \rightleftharpoons \ H_{2}CO_{3}+H_{2}O\ \rightleftharpoons \ H_{3}O^{+}+HCO_{3}^{-}\ } }
- هيموجلوبين (نحو 25 % لقدرة التنظيم الكلية للدم):

تعمل المادة الحمراء الموجودة في الدم كمنظم في الدورة الدموية:
{\displaystyle \mathrm {Hb\cdot H^{+}+H_{2}O\ \rightleftharpoons \ H_{3}O^{+}+Hb} }
- بروتين منظم

(نحو 1 % لقدرة التنظيم الكلية للدم): بروتينات البلازما ومن ضمنها ألبومين وتعمل بخاصيتها تذبذبها الكيميائي Amphoter كمنظم (التذبذب الكيميائي يعني أن تلك المواد يمكن أن تتصرف بطريقتين مختلفتين كيميائيا (حمضيا أو قلويا) بحسب المادة المتفاعلة معها)
- فوسفات منظم

(< 1 % لقدرة التنظيم الكلية للدم، وهو هام لتبادل المواد بين الخلايا):
{\displaystyle \mathrm {H_{2}PO_{4}^{-}+H_{2}O\ \rightleftharpoons \ H_{3}O^{+}+HPO_{4}^{2-}} }